# Ален Пуар'є
Ален Пуар'є (фр. Alain Poirier); *1 вересня 1954, Дезертін, департамент Альє) — французький музикознавець.
Закінчив Паризьку консерваторію. Викладав в консерваторіях Реймса і Кана. З 1990 року професор Паризької консерваторії. Очолював кафедри музичної педагогіки (1992—1995), теорії музики (1993—1996), музикознавства та аналізу (1996—2000); з 2000 р. директор консерваторії.
Пуар'є був одним зі співавторів колективної монографії про Арнольда Шенберга (1993), автором книги «Експресіонізм і музика» (фр. L'Expressionnisme et la musique)); 1995) і монографії про Тору Такеміцу (1996); в 1999 р. разом з Ганною-Марі Бонгрен Пуар'є випустив огляд історії Паризької консерваторії за 200 років її існування (фр. Le Conservatoire de Paris: deux cents ans de pédagogie (1795—1995)).